# Canthigaster smithae
Canthigaster smithae és una espècie de peix de la família dels tetraodòntids i de l'ordre dels tetraodontiformes.

## Morfologia
- Els mascles poden assolir 13 cm de longitud total.[4]

## Hàbitat
És un peix marí, de clima tropical i associat als esculls de corall que viu entre 20-37 m de fondària.

## Distribució geogràfica
Es troba a l'oest de l'Índic: des de Maurici fins a Durban (Sud-àfrica). També és present a les Maldives.

## Observacions
És inofensiu per als humans.